# Park Sangsoon
Bak Sang-sun (en hangeul : 박상순), né le 25 novembre 1962, est un poète sud-coréen.

## Biographie
Park Sangsoon a étudié les beaux-arts à l'université nationale de Séoul et a passé une vingtaine d'années à expérimenter l'art de la peinture à l'huile ainsi que la sculpture pour forger un nouveau style d'expression artistique. Bien que sa passion initiale ait été les beaux-arts, il choisit finalement de suivre une autre carrière. Durant les dictatures militaires en Corée du Sud, le jeune artiste a lutté pour se situer par rapport au monde en tant qu'artiste et a finalement choisi la poésie pour s'épanouir, poésie qu'il concevait comme le meilleur outil pour communiquer avec la société et pour décoder les voix individuelles ensevelies dans la masse des communications en société.

## Œuvre
Ill a mis l'accent dans ses textes sur les expressions du moi et sur l'introspection ; sa poésie se situe à la frontière d'une interprétation politique et d'une interprétation purement esthétique. Sa formation de plasticien lui a donné une capacité unique à brouiller les limites entre les images et les mots, ce qui lui permet d'explorer un nouveau terrain dans la poésie. Il a également acquis une certaine reconnaissance en tant que « producteur de livres », dans la mesure où ses activités vont de la poésie jusqu'à la traduction en passant par le roman. Il a conçu ainsi un grand nombre de fictions et de poésies mais aussi des traductions de l'anglais vers le coréen. Actuellement, il travaille en tant que rédacteur pour la revue Littérature du monde (Segye-ui Munhak) et en tant que concepteur-projeteur pour les Éditions Minumsa.
Ses poèmes sont toujours fondés sur des situations ou des lieux spécifiques trouvés dans la réalité. Ainsi, le « je » dans sa poésie n'est pas un être isolé concerné uniquement par son paysage intérieur, mais un individu situé dans le monde réel avec le pouvoir de donner un nouveau sens à notre compréhension de la société. 
En 2006, il remporte le Prix de littérature contemporaine (Hyundae Munhak) pour Le garçon s'en va travers le champ de coton.